# Salasc
Salasc är en kommun i departementet Hérault i regionen Occitanien i södra Frankrike. Kommunen ligger i kantonen Clermont-l'Hérault som tillhör arrondissementet Lodève. År 2022 hade Salasc 342 invånare.

## Befolkningsutveckling
Antalet invånare i kommunen Salasc
Referens:INSEE